# 비봉어린이도서관
비봉어린이도서관은 경상남도 진주시 옥봉동 소재의 시립 어린이 도서관이다.

## 연혁
- 2009년 1월 13일 비봉어린이도서관 개관.

## 시설현황
- 1층: 자료열람실, 휴게실, 다용도실
- 지하1층: 사무실, 보존서고, 문화교실

## 이용 안내
이용시간
- 월 ~ 금요일: 오전9시 ~ 오후6시
- 토.일요일.공휴일: 오전9시 ~ 오후5시

휴관일
- 정기휴관일: 매월 첫째 월요일
- 1월 1일, 설·추석 연휴
- 임시휴관일: 도서관장 공고일